# Elachyophtalma
Elachyophtalma é um gênero de mariposa pertencente à família Bombycidae.

## Espécies
- Elachyophtalma bicolor (Bethune-Baker, 1904)
- Elachyophtalma cotanoides Rothschild, 1920
- Elachyophtalma dohertyi Rothschild, 1920
- Elachyophtalma doreyana Rothschild, 1920
- Elachyophtalma fergussonis Rothschild, 1920
- Elachyophtalma flava van Eecke, 1924
- Elachyophtalma flavolivacea Rothschild, 1916
- Elachyophtalma goliathina Rothschild, 1920
- Elachyophtalma infraluteola Rothschild, 1920
- Elachyophtalma insularum Rothschild, 1920
- Elachyophtalma inturbida (Walker, 1865)
- Elachyophtalma kebeae (Bethune-Baker, 1904)
- Elachyophtalma keiensis Rothschild, 1920
- Elachyophtalma meeki Rothschild, 1920
- Elachyophtalma melanoleuca Rothschild, 1920
- Elachyophtalma mimiocotana Rothschild, 1920
- Elachyophtalma picaria Walker, 1865
- Elachyophtalma quadrimaculata van Eecke, 1924
- Elachyophtalma semicostalis Rothschild, 1920
- Elachyophtalma tricolor Felder, 1861